# Andilly (Alta Saboya)
 Andilly  es una población y comuna francesa, en la región de Auvernia-Ródano-Alpes, departamento de Alta Saboya, en el distrito de Saint-Julien-en-Genevois y cantón de Cruseilles.

## Demografía
| 320 | 341 | 363 | 380 | 509 | 595 |
| Para los censos de 1962 a 1999 la población legal corresponde a la población sin duplicidades (Fuente: INSEE [Consultar]) |     |     |     |     |     |